# O Conto de Aragorn e Arwen
O Conto de Aragorn e Arwen é uma narrativa presente nos Apêndices de O Senhor dos Anéis, obra de J. R. R. Tolkien. A história descreve o amor entre o homem mortal Aragorn e a imortal donzela élfica Arwen, relatando seu primeiro encontro, o noivado, o casamento e as circunstâncias de suas mortes. Tolkien considerava o conto "realmente essencial" para a história. Diferentemente dos apêndices não narrativos, ele expande a trama principal do livro, abordando eventos anteriores e posteriores a ela, o que explica sua exclusão do texto principal. Tolkien também justificou essa escolha pelo fato de o texto principal ser narrado sob a perspectiva dos hobbits.
O conto ecoa, em certa medida, o conto "Beren e Lúthien [en]", ambientado em uma era anterior da Terra-média. Isso cria uma sensação de profundidade histórica, semelhante à abordagem de Dante em sua Divina Comédia, conforme apontam estudiosos.
Acadêmicos discutem diversos aspectos do conto, como a natureza do amor e da morte; a razão de sua relegação a um apêndice, apesar de sua importância; a forma como Tolkien mistura história e narrativa; o equilíbrio entre o caráter cristão explícito e o tratamento dos personagens como pagãos; e o paradoxo resultante de que, embora Tolkien fosse católico romano e considerasse o livro fundamentalmente católico, as sociedades da Terra-média carecem de religiões próprias. Observa-se também que a exclusão do conto do texto principal reduz o foco no interesse amoroso, direcionando a ênfase do livro para a ação.

## Contexto
O conto se passa na Terceira e Quarta Era do universo ficcional de J. R. R. Tolkien, a Terra-média, e foi publicado em 1955 em O Retorno do Rei, como a quinta parte da primeira seção do Apêndice A de O Senhor dos Anéis. No texto principal do livro, Aragorn é apresentado com poucos detalhes sobre suas relações pessoais, exceto por uma breve interação com Éowyn, a dama de Rohan, enquanto Arwen mal aparece ou fala até seu casamento no final do livro. Em uma carta de 6 de abril de 1956 ao seu editor Rayner Unwin [en], Tolkien afirmou que o conto era a única parte dos Apêndices "realmente essencial à história". Os editores da primeira edição sueca, Sagan om ringen (1959-1961), desejavam omitir todos os apêndices, mas Tolkien insistiu em manter o conto, considerando-o "essencial para a compreensão do texto principal em vários pontos". Assim, ele e o Apêndice D foram os únicos apêndices incluídos nessa edição. A primeira edição em volume único de O Senhor dos Anéis, publicada em 1968, excluiu todos os apêndices, exceto O Conto de Aragorn e Arwen.
O processo de composição do conto foi explorado pelo filho de Tolkien e executor literário, Christopher Tolkien, no 12º e último volume de A História da Terra-média [en]. Trabalhando com manuscritos e rascunhos inéditos de seu pai, ele traça a evolução do conto por várias versões e estruturas narrativas, incluindo um "experimento abandonado de inseri-lo na história do Reino do Norte", concluindo que "o projeto original do conto de Aragorn e Arwen havia se perdido". As páginas originais do manuscrito da conversa no leito de morte entre Aragorn e Arwen mostram que essa cena crucial permaneceu praticamente inalterada na versão publicada e foi escrita com grande rapidez.

## Estrutura narrativa
No universo ficcional de Tolkien, a estrutura narrativa estabelece que o conto foi escrito após a morte de Aragorn por Barahir, neto de  Faramir e Éowyn, e que uma versão resumida do conto foi incluída na cópia do  Livro de Thain, feita por Findegil. O estudioso Giuseppe Pezzini argumenta que a "estrutura metatextual [...] é devidamente harmonizada no texto por meio de recursos formais; os apêndices estão repletos de glosas de escribas, notas posteriores e referências editoriais que correspondem à elaborada história textual detalhada na Nota sobre os Registros do Condado". A voz narrativa e o ponto de vista da história são analisados pela pesquisadora de literatura e cinema Christine Barkley, que considera que a maior parte do conto é narrada por Aragorn.

## Enredo
Aragorn, em uma visita a Valfenda, canta o Lai de  Lúthien, uma donzela élfica imortal da Primeira Era que, ao se casar com o homem Beren, escolhe uma vida mortal (Beren e Lúthien [en]). Enquanto canta, "Lúthien caminhava diante de seus olhos": ele vê Arwen nos bosques e a chama de "Tinúviel! Tinúviel!", como Beren fizera. Arwen revela que, apesar de parecer jovem, tem grande idade, possuindo "a vida [imortal] dos  Eldar". Aragorn se apaixona por ela. O pai de Arwen, Elrond, o meio-elfo, percebe o ocorrido sem precisar ser informado e diz a Aragorn que um "grande destino o aguarda": tornar-se o maior de sua linhagem desde  Elendil ou cair na escuridão. Ele também afirma que Aragorn não terá esposa nem se comprometerá com mulher alguma até provar seu valor. Em resposta, com a "previsão de sua gente", Aragorn profetiza que o tempo de Elrond na Terra-média está chegando ao fim e que Arwen terá de escolher entre seu pai e permanecer na Terra-média.
Aragorn e Arwen se reencontram em Lothlórien, quase trinta anos depois. Galadriel veste Aragorn com "prata e branco, um manto cinza-élfico e uma gema brilhante na testa", fazendo-o parecer um senhor élfico. Arwen o vê e faz sua escolha. Eles sobem a colina de Cerin Amroth, de onde enxergam a Sombra (Mordor) a leste e o Crepúsculo (o declínio dos Elfos) a oeste, e ali "juram sua união". Elrond declara que eles só poderão se casar quando Aragorn for rei de Gondor e Arnor, os antigos reinos do sul e do norte da Terra-média.
Anos depois, Aragorn contribui para a vitória da Sociedade e das forças do Oeste na Guerra do Anel contra Mordor. Na Batalha dos Campos do Pelennor, ele desfralda o estandarte feito por Arwen e é aclamado rei pelo povo de Gondor. O Um Anel é destruído, levando consigo o poder dos três anéis élficos, incluindo o de Elrond. Aragorn torna-se rei de Gondor e Arnor, e, no solstício de verão, ele e Arwen se casam em Minas Tirith. A Terceira Era termina com a partida de Elrond da Terra-média, sem retorno, separando-o de Arwen "pelo Mar e por um destino além do fim do mundo".
Aragorn e Arwen vivem como rei e rainha de Gondor e Arnor por "seis vintenas [120] anos em grande glória e felicidade". Aos 210 anos, sentindo a aproximação da velhice, Aragorn escolhe renunciar à vida antes de cair de seu "trono elevado sem vigor ou lucidez". Nas cenas seguintes, Aragorn e uma Arwen aflita conversam sobre a natureza da morte e as consequências da escolha que ela fez. Aragorn repousa na "Casa dos Reis na Rua Silenciosa", entrega a coroa de Gondor e o cetro de Arnor a seu filho Eldarion, despede-se de Arwen e morre, seu corpo permanecendo "em glória intocada". Arwen, "ainda não cansada de seus dias", experimenta a amargura da mortalidade que escolheu. A luz élfica em seus olhos se apaga, e ela deixa Gondor rumo a Lórien, agora esmaecida, pois os governantes élficos Galadriel e Celeborn e seu povo partiram. Ela vagueia sob as árvores de Mallorn, com suas folhas caindo, e torna-se a única elfa na Terra-média, desde Lúthien, a morrer de velhice.

## Análise

### Inspiração
Elena Capra argumenta que  Tolkien utilizou o poema medieval Sir Orfeo, baseado no conto clássico de Orfeu e Eurídice, tanto para o reino élfico de O Hobbit quanto para a história de Beren e Lúthien em O Silmarillion. Essa influência, por sua vez, moldou "O Conto de Aragorn e Arwen". Para Capra, o elemento central de Sir Orfeo é a conexão política "entre a recuperação da amada do protagonista e o retorno à responsabilidade real".

### Ausência de religião

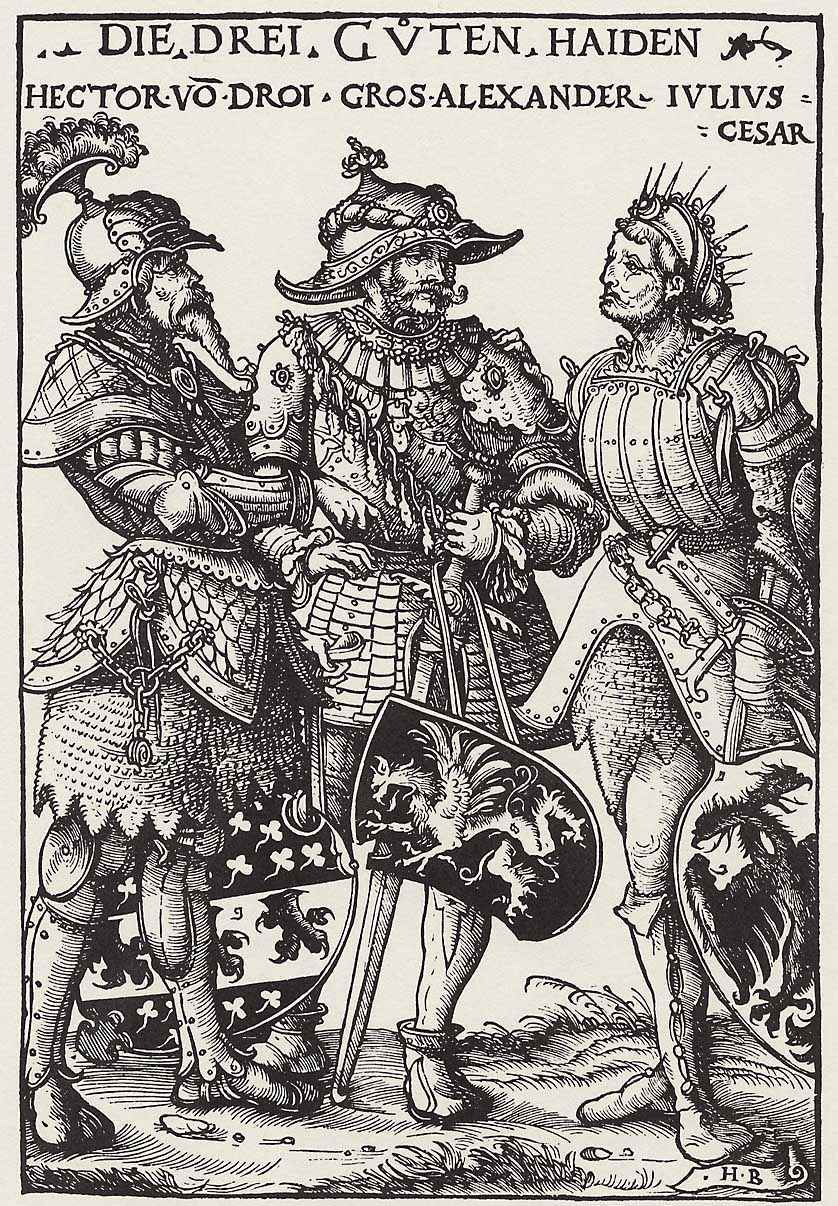
Tolkien compartilhava a esperança católica de que Deus tinha um plano para pagãos virtuosos como Aragorn. Xilogravura The Three Good Pagans de Hans Burgkmair, 1519

O medievalista e especialista em inglês antigo e seu uso na fantasia, Tom Shippey [en], analisa o conto pelo que ele revela sobre o delicado equilíbrio de Tolkien entre o Cristianismo explícito e o tratamento de seus personagens como pagãos, termo que Shippey observa ser usado por Tolkien com parcimônia. Shippey destaca que Aragorn e Arwen são pagãos, mas Aragorn é "notavelmente virtuoso [...] sem nem mesmo os defeitos de  Théoden, e prevê sua morte como um santo [cristão]". Ele observa que Arwen permanece inconsolável, sem vislumbrar nada após a morte, rejeitando a fala de Aragorn: "não estamos para sempre presos aos círculos do mundo, e além deles há mais do que memória. Adeus!"; como diz Shippey, "Arwen não se consola". Nenhum dos consolos tradicionais da religião está presente. Shippey menciona que Tolkien, em uma carta a um padre jesuíta, afirmou ter excluído a religião de O Senhor dos Anéis porque ela "está absorvida na história e no simbolismo".
Shippey explica que Tolkien, um fervoroso católico romano, "acreditava, ou esperava, que Deus tinha um plano também para pagãos pré-católicos virtuosos", de modo que heróis como Aragorn iriam para o Limbo, não para o Inferno. Ele destaca outra cena de morte no conto, a de Gilraen, mãe de Aragorn, que também não se consola com a menção de Aragorn a "uma luz além da escuridão", frase que Shippey interpreta como uma possível esperança de salvação ou simplesmente de vitória na Guerra do Anel. Para Shippey, o conto expressa "o mais profundo senso de crença religiosa mencionado explicitamente na Terra-média", mas resulta em uma "ausência de religião apenas ligeiramente qualificada", criando o "paradoxo de uma obra 'fundamentalmente católica' que nunca menciona Deus".
Em seu estudo sobre morte e morrer em O Senhor dos Anéis, Amy Amendt-Raduege afirma que a morte de Aragorn "segue passo a passo o processo descrito pelo Ars moriendi", os preceitos cristãos sobre como morrer bem, que incluem "a aceitação da morte, a recusa da tentação, a distribuição dos bens mundanos, o último adeus à família e a afirmação final da fé". Amendt-Raduege descreve a morte de Aragorn como "uma das cenas mais profundamente comoventes da história".

### Final relegado
O pesquisador de literatura inglesa Chris Walsh descreve "O Conto de Aragorn e Arwen" como um final alternativo para O Senhor dos Anéis, com as últimas palavras sombrias de Aragorn a Arwen substituindo o alegre "Bem, estou de volta" do hobbit Sam Gamgee. Walsh cita uma carta de Tolkien que afirma: "A passagem pelo Mar [para o Lar Élfico no Oeste] não é a Morte [...] Estou preocupado apenas com a Morte como parte da natureza, física e espiritual, do Homem, e com a Esperança sem garantias. É por isso que considero o conto de Arwen e Aragorn o mais importante dos apêndices; ele é parte essencial da história [...]". Sarah Workman argumenta que a relegação do conto a um apêndice "não diminui sua importância", referindo-se à mesma carta. Walsh observa que, embora Tolkien tenha "relutantemente relegado" o conto a um apêndice, ele foi incorporado à narrativa principal na trilogia de filmes O Senhor dos Anéis de Peter Jackson, posicionado "estrategicamente quase exatamente na metade" da história. A representação do conto no filme difere do livro, combinando a chegada de Arwen, a entrega do estandarte, a coroação e o casamento; no livro, Aragorn "desfraldou o estandarte de Arwen na batalha dos Campos do Pelennor". Walsh destaca que Jackson inclui um flashforward da visão de Elrond sobre Arwen como viúva do rei, com a frase "Não há nada para você aqui: apenas a morte" usada tanto em As Duas Torres quanto em O Retorno do Rei, enfatizando, na visão de Walsh, a morte como foco da história.
O historiador literário e folclorista William Gray sugere que a relegação do conto a um apêndice pode decorrer de sua não contribuição para o entrelace narrativo [en]. O entrelace é um recurso literário em que a narrativa alterna entre fios paralelos. Gray observa que um efeito dessa relegação é a ênfase na ação dramática, em detrimento do "interesse amoroso". Ainda assim, Gray considera o conto "uma das peças mais comoventes de Tolkien. É uma história sobre amor duradouro, que triunfa sobre obstáculos aparentemente intransponíveis, selada pelo sacrifício de Arwen de sua imortalidade élfica para viver com seu marido humano por 'seis vintenas de anos de grande glória e felicidade'".
O próprio Tolkien ofereceu outra explicação: "Esta história foi colocada em um apêndice porque contei toda a história [de O Senhor dos Anéis] mais ou menos através dos 'hobbits'; e isso ocorre porque outro ponto principal da história para mim é a observação de Elrond em Volume I: 'Assim é frequentemente o curso das ações que movem as rodas do mundo [...]'". A pesquisadora de Tolkien Christina Scull [en] destaca que, devido a essa perspectiva centrada nos hobbits, os leitores de primeira viagem podem ficar "tão surpresos quanto os hobbits quando Arwen e sua escolta chegam a Minas Tirith".
| Ano                       | O conto de Aragorn e Arwen                                                          | Narrativa princial de O Senhor dos Anéis                 |
| ------------------------- | ----------------------------------------------------------------------------------- | -------------------------------------------------------- |
| Terceira Era, 241         | Arwen nasce.                                                                        | -                                                        |
| 2931                      | Aragorn nasce.                                                                      | -                                                        |
| 2951                      | Aragorn se apaixona por Arwen.                                                      | -                                                        |
| 2980                      | Aragorn e Arwen ficam noivos.                                                       | Aragorn e Arwen ficam noivos.                            |
| 3018-9                    | Aragorn é um dos membros da Sociedade na Guerra do Anel.                            | Aragorn é um dos membros da Sociedade na Guerra do Anel. |
| 3019, 25 de Março         | O Um Anel é destruído.                                                              | O Um Anel é destruído.                                   |
| 3019, 1 de Maio           | Aragorn se torna rei.                                                               | Aragorn se torna rei.                                    |
| 3019, Dia do Meio do Ano  | Aragorn e Arwen se casam.                                                           | Aragorn e Arwen se casam.                                |
| Quarta Era, 1             | Eles vivem como rei e rainha.                                                       | -                                                        |
| 120                       | Aragorn morre “em glória imaculada”.                                                | -                                                        |
| 120-121, Final do inverno | Arwen, com o coração partido, deixa Minas Tirith e morre em uma Lothlórien deserta. | -                                                        |

A pesquisadora de literatura medieval e renascentista Mary R. Bowman observa que tanto "O Conto de Aragorn e Arwen" quanto a parte final do Apêndice B (uma linha do tempo detalhada) são exemplos de como os apêndices de O Senhor dos Anéis impedem o fechamento narrativo, ao relatar eventos por cerca de 120 anos após o capítulo final do texto principal. Isso contrasta com a natureza não narrativa dos apêndices subsequentes, que adicionam "material cultural e linguístico".

### "História, verdadeira ou fingida"

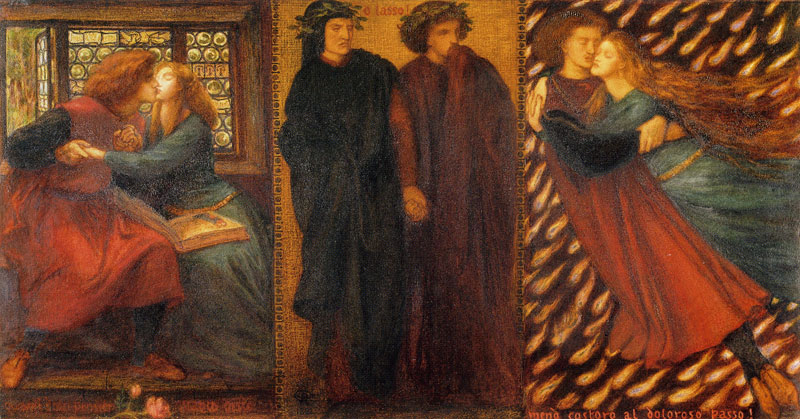
Mary Bowman compara o eco "fingido" histórico de Beren e Lúthien no "Conto de Aragorn e Arwen" com o eco de Lancelot e Guinevere na história de Paolo e Francesca narrada por Dante, aqui representada em uma pintura de 1862 por Dante Gabriel Rossetti.

Bowman destaca que, ao ver Arwen pela primeira vez, Aragorn canta sobre Lúthien Tinúviel e a chama por esse nome, "como se a história [de Lúthien e Beren] tivesse ganhado vida diante de seus olhos". Mais tarde, ele compara sua vida à de Beren, dizendo: "Voltei meus olhos para um tesouro não menos precioso que o tesouro de Thingol que Beren outrora desejou". Para Bowman, isso desfoca a linha entre história e realidade histórica, algo que, como ela observa, Tolkien preferia, fosse "verdadeira ou fingida". Essa abordagem é semelhante à de Dante em sua Divina Comédia (5.121-138), onde ele narra que Paolo e Francesca tentavam imitar Lancelot e Guinevere da lendária tradição arturiana.
| Elemento                      | Tolkien O Senhor dos Anéis             | Dante Inferno        |
| ----------------------------- | -------------------------------------- | -------------------- |
| História                      | O conto de Aragorn e Arwen             | Paolo e Francesca    |
| Imitação de conto "histórico" | O conto de Beren e Lúthien [en]        | Lancelot e Guinevere |
| Contido em legendarium        | O Silmarillion, Legendarium de Tolkien | Lenda arturiana      |

O pesquisador de Tolkien John D. Rateliff observa que o "Conto de Aragorn e Arwen" constitui um dos "últimos trechos" da cronologia interna de O Senhor dos Anéis. Ele não termina apenas com a morte de Arwen, mas com a afirmação de que sua sepultura em Cerin Amroth permanecerá "até que o mundo seja transformado, e todos os dias de sua vida sejam completamente esquecidos pelos homens que vierem depois [...] e, com a passagem de [Arwen] Estrela Vespertina, nada mais se diz neste livro sobre os dias antigos". Rateliff destaca que isso evidencia um aspecto "altamente incomum" do livro entre as fantasias modernas: ele se passa "no mundo real, mas em uma pré-história imaginada". Como resultado, Rateliff explica, Tolkien pode construir o que desejar nesse passado distante — elfos, magos, hobbits e tudo mais —, desde que destrua tudo novamente, para que o mundo moderno emerja dos destroços, deixando apenas "uma ou duas palavras, algumas lendas vagas e tradições confusas". Rateliff elogia e cita o pesquisador de literatura inglesa Paul H. Kocher [en]: "Ao final de sua épica, Tolkien insere [...] alguns presságios do futuro da [Terra-média] que farão da Terra o que ela é hoje [...] ele mostra os primeiros passos em um longo processo de recuo ou desaparecimento de todas as outras espécies inteligentes, deixando o homem efetivamente sozinho na Terra [...] Ents ainda podem estar em nossas florestas, mas que florestas nos restam? O processo de extermínio já está bem avançado na Terceira Era, e [...] Tolkien deplora amargamente seu clímax hoje".
Nesse conto de declínio e queda, observa Marjorie Burns [en], Tolkien "habilmente" inclui um elemento de ascensão à nobreza. Os homens não podem escalar a hierarquia, pois Eru, Valar e Elfos estão permanentemente acima deles. Contudo, os Elfos partem voluntariamente ao fim da Terceira Era, permitindo que os homens ocupem seu lugar. Além disso, Burns destaca que o casamento com Arwen infunde na linhagem de Aragorn um sangue élfico renovado, trazendo parte do poder e da nobreza dos Elfos para Gondor.

### Amor e morte
O pesquisador de Tolkien Richard C. West [en] nota a semelhança entre Arwen e Lúthien e analisa a compreensão de Arwen sobre sua escolha fatídica: entre o amor por Aragorn e a mortalidade, de um lado, e os desejos de seu pai e a imortalidade, de outro. Outros, como Bill Davis, examinam a exploração de Tolkien sobre a mortalidade por meio da escolha de uma elfa em morrer. West também demonstra como Tolkien sutilmente entrelaça o conto à narrativa principal de O Senhor dos Anéis. West oferece exemplos de referências diretas e indiretas a Arwen que só fazem sentido ou se tornam mais claras após a leitura do conto nos Apêndices, como a cena de entrega de presentes em Lothlórien, onde Aragorn diz a Galadriel: "Senhora, vós conheceis todo o meu desejo e guardastes por muito tempo o único tesouro que busco. Contudo, não está em vosso poder dá-lo a mim, mesmo que quisésseis; e somente através da escuridão o alcançarei". Em resposta, Galadriel lhe entrega uma pedra élfica verde (que lhe vale o nome "Elessar") engastada em um broche de prata, presente de Arwen.
West estabelece outra conexão entre o conto nos Apêndices e o texto principal ao analisar a cena no acampamento em Topo do Vento, onde Aragorn (Passolargo) relata aos hobbits, em poesia e prosa, o "Conto de Beren e Lúthien". West destaca as palavras e o "humor pensativo" de Aragorn ao dizer que Lúthien "escolheu a mortalidade e morrer do mundo, para que pudesse seguir [Beren]" e que "juntos eles partiram, há muito, além dos confins deste mundo", sendo ela "a única da estirpe élfica que realmente morreu e deixou o mundo, e eles perderam aquela que mais amavam". West especula que Aragorn pode estar pensando nas consequências de um possível casamento com Arwen e afirma que considera "a morte solitária de Arwen a tragédia mais comovente dentro de [O Senhor dos Anéis]". Uma conclusão semelhante sobre os sentimentos de Aragorn em Topo do Vento é feita pelo pesquisador de literatura inglesa medieval John M. Bowers, em seu estudo sobre a influência de Geoffrey Chaucer em Tolkien. Bowers, analisando tanto a cena do Topo do Vento quanto o "Conto de Aragorn e Arwen", afirma que, como certos peregrinos em Os Contos de Canterbury de Chaucer, as histórias de Aragorn sobre seus antepassados "abrem uma janela para seus desejos e medos privados".
A pesquisadora de literatura inglesa Anna Vaninskaya [en] estuda o "Conto de Aragorn e Arwen" para explorar como Tolkien usa a fantasia para examinar questões de amor, morte, tempo e imortalidade. Dado que os Elfos de Tolkien são imortais, eles enfrentam a questão da morte de uma perspectiva única. Sarah Workman argumenta que, no conto, o luto de Arwen por Aragorn serve para superar o que Peter Brooks [en] chamou (segundo ela) de natureza "sem sentido" e interminável da imortalidade. Workman cita a afirmação de Brooks de que "toda narração é obituário" e sustenta que é nessa concepção que Tolkien valoriza o destino de Arwen: é o "olhar de luto" de Arwen que permite a transmissão da memória de Aragorn. Ela cita as palavras de Tolkien: "E por muito tempo ele jazia ali, uma imagem do esplendor dos Reis dos Homens em glória imaculada".
O pesquisador polonês de religião na literatura e no cinema, Christopher Garbowski, observa que, embora Tolkien contraste Elfos e Homens ao longo de O Senhor dos Anéis, ele introduz o conceito [en] de que uma Elfa pode se casar com um Homem, desde que abdique de sua imortalidade. Isso ocorre exatamente duas vezes no legendário, com Lúthien e depois com Arwen. Para Garbowski, o uso mais dramático desse conceito está em um evento do "Conto de Aragorn e Arwen": o momento em que Aragorn aceita voluntariamente o momento de sua morte, oferecido por Ilúvatar (Deus), o que Garbowski considera "otimista". Arwen chama esse "dom" de "amargo de receber"; Garbowski comenta que o discurso póstumo de Tolkien, muito menos otimista, "Athrabeth Finrod ah Andreth [en]", praticamente questiona o status desse "dom", aproximando-se da posição cristã de que corpo e alma não podem ser separados.
O filósofo político Germaine Paulo Walsh compara a visão de Tolkien de que "a capacidade de exercer um julgamento sábio está ligada a uma crença firme na justiça última do cosmos, mesmo diante de circunstâncias aparentemente desesperadoras" com as atitudes em relação à morte na Grécia Antiga. Ele escreve que Platão afirmava que Homero tomava Aquiles como modelo para a morte, sendo o desespero a "única resposta válida", enquanto o modelo de Tolkien é Aragorn, que escolhe a morte livremente, conforme o "antigo privilégio dos governantes númenorianos". Quando Arwen implora que ele adie, ele reconhece que a morte é motivo de "tristeza", mas não de "desespero". Walsh comenta que é significativo que, nesse momento, Arwen o chame de Estel, seu nome de infância, que significa "Esperança" ou "Confiança"; ela precisa confiar na sabedoria dele e em sua própria escolha de amor e morte. Que Aragorn foi sábio ao escolher sua morte é confirmado, segundo Walsh, pela "transformação" de seu corpo após a morte, que se torna permanentemente belo, refletindo a "bondade essencial de sua alma", em contraste com a morte do mago Saruman, que se voltou para o mal.
A pesquisadora de literatura inglesa Catherine Madsen observa o reflexo da mortalidade no "esmaecimento" da Terra-média, desde os enormes poderes como Morgoth e Elbereth que lutaram na Primeira Era. Ela escreve que "Aragorn é um herói e descendente de heróis, mas foi criado em segredo e recebeu o nome de Esperança [Estel]; Arwen possui a beleza de Lúthien, mas nasce no crepúsculo de seu povo e seu título é Estrela Vespertina; esses dois restauram as glórias originais apenas por um breve período, antes que o mundo seja alterado e 'desvaneça na luz do dia comum'". Rateliff, ao abordar o tema da evocação de perda nas obras de Tolkien, descreve o 'Dom dos Homens' como "aceitar a perda e a decadência como partes essenciais do mundo" e traça paralelos com outros textos de Tolkien: "Os Elfos se apegam ao passado e, assim, são arrastados com ele; em um mundo decaído, a aceitação da inevitabilidade da morte é o único caminho para transcender as limitações do mundo, para Brandão, Niggle [en] ou Arwen".
A medievalista e especialista em mitologia Verlyn Flieger [en] escreveu que nem os Elfos nem qualquer outra criatura sabem para onde os Homens vão ao deixar a Terra-média, e que a abordagem mais próxima de Tolkien a essa questão está em seu ensaio Sobre Estórias de Fadas [en], onde, após especular que, como "os contos de fadas são criados por homens, não por fadas", eles devem tratar do que ele chamou de Grande Fuga, a fuga da morte. Ele prosseguiu com a singular afirmação de que "as histórias humanas dos elfos estão, sem dúvida, repletas da Fuga da Imortalidade". Flieger sugere que duas das "histórias humanas" dos Elfos de Tolkien enfocam esse tipo de fuga: o "Conto de Beren e Lúthien" e o de Aragorn e Arwen, em que, em ambos os casos, uma elfa escapa da imortalidade. Contudo, como os Elfos não morrem, ela questiona se o tema pode ser ao mesmo tempo a morte e a imortalidade. Shippey comenta que "os temas da Fuga da Morte e da Fuga da Imortalidade são partes vitais de toda a mitologia de Tolkien". Em uma transmissão da BBC2 em 1968, Tolkien citou a filósofa francesa Simone de Beauvoir e descreveu a inevitabilidade da morte como a "mola mestra de O Senhor dos Anéis". Na edição anotada e expandida do ensaio de Tolkien (Tolkien On Fairy-stories), Flieger e o pesquisador textual Douglas A. Anderson [en] comentam a passagem sobre a "Fuga da Imortalidade", referenciando as visões de Tolkien em uma carta de 1956:
O verdadeiro tema [de O Senhor dos Anéis] para mim é [...] Morte e Imortalidade: o mistério do amor pelo mundo nos corações de uma raça [Homens] 'condenada' a deixá-lo e aparentemente perdê-lo; a angústia nos corações de uma raça [Elfos] 'condenada' a não deixá-lo, até que sua história, despertada pelo mal, esteja completa. Mas, se você leu Volume III e a história de Aragorn [e Arwen], terá percebido isso.

### J. R. R. Tolkien
1. ↑  Tolkien, J. R. R. (1955). «Apêndice A: Anais dos Reis e Governantes: I Os Reis Númenorianos: (v) Aqui segue uma parte do conto de Aragorn e Arwen». The Return of the King [O Retorno do Rei]. [S.l.: s.n.]
2. ↑  Tolkien, J. R. R. (1968). «Prefácio». The Lord of the Rings [O Senhor dos Anéis]. Londres: George Allen & Unwin. p. 10. ISBN 0-048-23087-1
3. 1 2 3 4  Tolkien, J. R. R. (1996).  Christopher Tolkien, ed. The Peoples of Middle-earth [Os Povos da Terra-média]. [S.l.]: HarperCollins. pp. 262–270. ISBN 978-0261103481
4. ↑  Tolkien, J. R. R. (1954). «Prólogo: Nota sobre os Registros do Condado». The Fellowship of the Ring [A Sociedade do Anel]. [S.l.]: George Allen & Unwin. O Livro do Thain foi, portanto, a primeira cópia feita do Livro Vermelho e continha muito que posteriormente foi omitido ou perdido. Em Minas Tirith, ele recebeu muitas anotações e correções, especialmente de nomes, palavras e citações nas línguas élficas; e foi adicionada a ele uma versão resumida das partes do Conto de Aragorn e Arwen que estão fora do relato da Guerra. Afirma-se que o conto completo foi escrito por Barahir, neto do Regente Faramir, algum tempo após a morte do Rei.
5. 1 2 3 4 5  Tolkien, J. R. R. (1955). «Apêndice A: O Conto de Aragorn e Arwen». The Lord of the Rings [O Senhor dos Anéis]. [S.l.]: George Allen & Unwin
6. ↑  Tolkien, J. R. R. (1981). The Letters of J. R. R. Tolkien [As Cartas de J. R. R. Tolkien]. [S.l.]: Houghton Mifflin. ISBN 978-0395315552. Carta #142 a R. Murray SJ, dezembro de 1953
7. ↑  Tolkien, J. R. R. (1981). The Letters of J. R. R. Tolkien [As Cartas de J. R. R. Tolkien]. [S.l.]: Houghton Mifflin. ISBN 978-0395315552. Carta #181 a Michael Straight, janeiro ou fevereiro de 1956
8. 1 2  Tolkien, J. R. R. (1981). The Letters of J. R. R. Tolkien [As Cartas de J. R. R. Tolkien]. [S.l.]: Houghton Mifflin. ISBN 978-0395315552. Carta #186, p. 246
9. ↑  Tolkien, J. R. R. «"Appendix B: The Tale of Years (Chronology of the Westlands)"» [“Apêndice B: O Conto dos Anos (Cronologia das Terras Ocidentais)”]. The Lord of the Rings [O Senhor dos Anéis]. [S.l.: s.n.]
10. ↑  Tolkien, J. R. R. (1966). «Prefácio à Segunda Edição». The Fellowship of the Ring [A Sociedade do Anel]. [S.l.]: George Allen & Unwin. Mas eu desgosto cordialmente de alegoria em todas as suas manifestações, e sempre senti isso desde que me tornei velho e cauteloso o suficiente para detectar sua presença. Prefiro muito mais a história, verdadeira ou fingida, com sua variada aplicabilidade ao pensamento e à experiência dos leitores.
11. ↑  Tolkien, J. R. R. (1993).  Christopher Tolkien, ed. Morgoth's Ring [O Anel de Morgoth]. Boston & Nova York: Houghton Mifflin. pp. 303–366. ISBN 0-395-68092-1
12. ↑  Tolkien, J. R. R. (1964). «On Fairy-Stories» [Sobre Estórias de Fadas]. Tree and Leaf [Árvore e Folha]. [S.l.]: George Allen & Unwin. p. 59